# Tajanstveni zamak
Tajanstveni zamak јe sveska seriјala Mali rendžer (Kit Teler) obјavljena u Lunov magnus stripu br. 191. Epizoda јe premijerno u bivšoj Jugoslaviji objavljena u martu 1976. godine. Koštala je 8 dinara (0,44 $; 1,1 DEM). Imala je 134 stranice. Izdavač јe bio Dnevnik iz Novog Sada. Sveska je 2. deo duže epizode, koja je započela u prethodnoj svesci pod nazivom Danhevnovi naslednici (LMS190). Naslovna stranica je reprodukcija Donatelijeve naslovnice za istu epizodu nepoznatog autora.

## Originalna epizoda
Epizoda je premijerno objavljena u Italiji u svesci #76. pod nazivom Il castello maledetto, koja u izdanju Sergio Bonnelli Editore u martu 1970. godine. Koštala јe 200 lira (0,32 $; 1,27 DEM). Epizodu je nacrtao Francesko Gamba, a scenario napisao Andrea Lavezzolo.

## Prethodna i naredna sveska
Prethodna sveska nosi naziv Danhevnovi naslednici (LMS190), a naredna Brodolom (LMS194).